# حامل بار
حامل بار (به انگلیسی: Charge carrier) در علم فیزیک، به ذره آزاد غیر مقیدی گفته می‌شود که بار الکتریکی حمل می‌کند. عامل حرکت حاملان بار، نیرویی‌ست که از سوی میدان الکتریکی به ذرات حامل بار وارد می‌آید و این فرایند باعث ایجاد جریان الکتریکی می‌شود. الکترون‌ها و یون‌ها نمونه‌هایی از حاملان بارند.
در فلزها، حاملان بار الکترون‌های لایه ظرفیت هستند که به راحتی از اتم جدا شده و در شبکه بلوری فلز به حرکت در می‌آید. مجموعه این الکترون‌ها در شبکه، ابر الکترونی به وجود می‌آورند که به آن گاز فرمی می‌گویند. در الکترولیت‌ها، مانند آب نمک، حاملان بار آنیون‌ها و کاتیون‌هااند. در پلاسما، الکترون‌ها و کاتیون‌های حاصل از یونش گاز موجود، حاملان بارند. در نیمه هادیها نیز جفت الکترون و حفره حاملان بارند. در نیمه هادی نوع N، تعداد الکترون‌ها خیلی بیشتر از حفره‌ها است و به الکترون‌ها حامل‌های اکثریت و حفره‌ها حامل‌های اقلیت گفته می‌شود. در نیمه هادی نوع P، تعداد حفره‌ها خیلی بیشتر از الکترون هاست و به حفره‌ها حامل اکثریت و به الکترون‌ها حامل اقلیت می‌گویند.

## در هادی ها
در بسیاری از فلزات، حامل‌های بار الکتریکی الکترون هستند. یک یا دو الکترون والانسی از هر اتم قادر به حرکت آزاد در ساختار بلوری فلز هستند. الکترون‌های آزاد به عنوان الکترون‌های رسانش شناخته می‌شوند و ابر الکترون‌های آزاد به عنوان گاز فرمی شناخته می‌شوند. بسیاری از فلزات دارای باندهای الکترون و حفره هستند. در برخی از آن‌ها، حامل‌های اصلی حفره‌ها هستند. در الکترولیت‌ها، مانند آب نمک، حامل‌های بار آنیون‌ها هستند که اتم‌ها یا مولکول‌هایی هستند که الکترون را به دست آورده‌اند یا از آن از دست داده‌اند و بنابراین بار الکتریکی دارند. اتم‌هایی که الکترون را به دست آورده‌اند و منفی شده‌اند، آنیون نامیده می‌شوند، و اتم‌هایی که الکترون را از دست داده‌اند و مثبت شده‌اند، کاتیون نامیده می‌شوند. کاتیون‌ها و آنیون‌های مایع جداشده همچنین به عنوان حامل‌های بار در جامدات یونی ذوب شده عمل می‌کنند. در یک پلاسما، گاز الکتریکی شارژ دار که در قوس‌های الکتریکی از طریق هوا، نئون‌ها و خورشید و ستارگان یافت می‌شود، الکترون‌ها و کاتیون‌های گاز یونیزه به عنوان حامل‌های بار عمل می‌کنند. در یک خلاء، الکترون‌های آزاد می‌توانند به عنوان حامل‌های بار عمل کنند. در قطعه الکترونیکی معروف به لامپ خلاء (همچنین به نام ولو)، ابر الکترونی که توسط یک کاتد فلزی گرم شده تولید می‌شود، توسط فرایند گسیختگی حرارتی تولید می‌شود. وقتی یک میدان الکتریکی به اندازه کافی قوی اعمال شود تا الکترون‌ها را به خود جذب کند و به صورت یک شعاع کاتدی شناخته شود، این ممکن است به عنوان پرتو کاتدی اشاره شود و اساس تصویر لوله پرتو کاتدی است که تا دهه 2000 در تلویزیون‌ها و نمایشگرهای کامپیوتری گسترده استفاده می‌شد. در نیمه‌رساناها، که مواد استفاده شده برای ساخت قطعات الکترونیکی مانند ترانزیستورها و مدارهای مجتمع هستند، دو نوع حامل بار ممکن است وجود داشته باشد. در نیمه‌رسانای نوع p، "ذرات موثر" به نام حفره الکترون با بار مثبت از طریق شبکه بلوری حرکت می‌کنند و جریان الکتریکی تولید می‌کنند. "حفره‌ها" در واقع، جایگزینی برای الکترون‌ها در جمعیت الکترون باند والانسی نیمه‌رسانا هستند و به عنوان حامل‌های بار مورد توجه قرار می‌گیرند چرا که متحرک هستند و از سایت اتم به سایت اتم حرکت می‌کنند. در نیمه‌رسانای نوع n، الکترون‌ها در باند رسانش از طریق بلور حرکت می‌کنند و جریان الکتریکی تولید می‌کنند. در برخی از رساناها، مانند محلول‌های یونی و پلاسماها، حامل‌های بار مثبت و منفی همزمان وجود دارند، بنابراین در این موارد جریان الکتریکی از دو نوع حامل در جهت‌های مخالف تشکیل می‌شود. در رساناهای دیگر، مانند فلزات، تنها حامل‌های بار یک قطبیت وجود دارند، بنابراین جریان الکتریکی در آن‌ها به سادگی از حامل‌های بار در یک جهت تشکیل شده است.

## در نیمه هادی ها
در نیمه‌رساناها دو نوع حامل بار شناخته شده وجود دارد. یکی الکترون‌ها هستند که بار الکتریکی منفی را حمل می‌کنند. علاوه بر این، مناسب است که خلاء‌های مسافرتی در جمعیت الکترون‌ها در باند والانسی (حفره‌ها) را به عنوان دومین نوع حامل بار در نظر گرفت که بار مثبتی با مقدار مساوی با آن الکترون حمل می‌کنند.

### تولید حامل و نو ترکیب
وقتی یک الکترون با یک حفره برخورد می‌کند، آن‌ها با یکدیگر ترکیب می‌شوند و این حامل‌های آزاد به طور موثر ناپدید می‌شوند. انرژی آزاد شده می‌تواند به صورت حرارتی باعث گرم شدن نیمه‌رسانا شود (ترکیب حرارتی، یکی از منابع حرارت اضافی در نیمه‌رساناها) یا به صورت فوتون‌ها (ترکیب نوری، که در LEDها و لیزرهای نیمه‌رسانایی استفاده می‌شود) آزاد شود. ترکیب به معنای این است که یک الکترون که از باند والانس به باند هادی رفته است، به حالت خالی در باند والانس باز می‌گردد، که به آن حفره گفته می‌شود. حفره‌ها حالت‌های خالی‌ای هستند که در باند والانس ایجاد می‌شوند هنگامی که یک الکترون پس از گرفتن انرژی، تحریک می‌شود و به حالتی خالی می‌رود.

### حامل های اکثریت و اقلیت
حامل‌های بار فراوانتر به حامل‌های اکثریت معروف هستند، که اصولاً مسئول حمل و نقل جریان در یک تکه نیمه‌رسانا هستند. در نیمه‌رساناهای نوع n، آن‌ها الکترون هستند، در حالی که در نیمه‌رساناهای نوع p، آن‌ها حفره‌ها هستند. حامل‌های بار کم‌تر فراوان، حامل‌های اقلیت نامیده می‌شوند؛ در نیمه‌رساناهای نوع n، آن‌ها حفره‌ها هستند، در حالی که در نیمه‌رساناهای نوع p، آن‌ها الکترون‌ها هستند.
در یک نیمه‌رسانای درونی که شامل هیچ اورانه‌ای نیست، غلظت هر دو نوع حامل بار به طور ایده‌آل برابر است. اگر یک نیمه‌رسانا درونی با یک اورانه دهنده آلایش شود، آنگاه حامل‌های اکثریت الکترون هستند. اگر نیمه‌رسانا با یک اورانه پذیرنده آلایش شود، حامل‌های اکثریت حفره‌ها هستند.
حامل‌های اقلیت نقش مهمی در ترانزیستورهای دوقطبی و سلول‌های خورشیدی ایفا می‌کنند. نقش آن‌ها در ترانزیستورهای میدان تأثیر (FETها) کمی پیچیده‌تر است: به عنوان مثال، یک MOSFET دارای مناطق نوع p و نوع n است. عملکرد ترانزیستور شامل حامل‌های اکثریت مناطق منبع و رشته است، اما این حامل‌ها از طریق بدنه نوع مخالف عبور می‌کنند، جایی که حامل‌های اقلیت هستند. با این حال، حامل‌های عبوری به طور قابل توجهی بیشتر از نوع مخالف خود در منطقه انتقال عددی هستند (در واقع، حامل‌های نوع مخالف توسط یک میدان الکتریکی که یک لایه معکوس ایجاد می‌کند، حذف می‌شوند)، بنابراین به طور سنتی برای حامل‌ها نامگذاری منبع و رشته انتخاب می‌شود، و FETها به عنوان دستگاه‌های "حامل‌های اکثریت" شناخته می‌شوند.

### غلظت حامل آزاد
غلظت حامل‌های آزاد یا حامل‌های آزاد از دست داده شده، غلظت حامل‌های آزاد در یک نیمه‌رسانای آلاییده است. این مانند غلظت حامل‌ها در یک فلز است و برای محاسبه جریان‌ها یا سرعت‌های جریان می‌تواند به همان روش استفاده شود. حامل‌های آزاد الکترون‌ها (حفره‌ها) هستند که توسط آلایش وارد باند هادی شده‌اند. بنابراین، آن‌ها به عنوان حامل‌های دوگانه عمل نخواهند کرد و حفره‌ها (الکترون‌ها) را در باند دیگر به جا نمی‌گذارند. به عبارت دیگر، حامل‌های بار ذراتی هستند که آزاد به حرکت هستند و بار را حمل می‌کنند. غلظت حامل‌های آزاد در نیمه‌رساناهای آلاییده، وابستگی مشخصی به دما دارد.